# Prix Gai Brillant
Prix Gai Brillant är ett montélopp för treåriga hingstar och ston som äger rum i april på Hippodrome de Vincennes i Paris i Frankrike. Det är ett Grupp 2-lopp, man måste minst ha sprungit in 15 000 euro för att få starta. Den samlade prissumman 120 000 euro, varav 54 000 euro i förstapris.

## Vinnare
| År   | Häst             | Far                | Kusk               | Tränare               | Tid/km |
| ---- | ---------------- | ------------------ | ------------------ | --------------------- | ------ |
| 2025 | Meteore de Simm  | Boccador de Simm   | Mathieu Mottier    | Mathieu Mottier       | 1'14"4 |
| 2024 | Lutin des Bordes | Bilibili           | Anthony Barrier    | Jean-Philippe Monclin | 1'13"1 |
| 2023 | Kyt Kat          | Booster Winner     | Mathieu Mottier    | Thomas Levesque       | 1'15"2 |
| 2022 | Jubile Prior     | Prince de Montfort | Aurelien Desmarres | Sylvain Desmarres     | 1'15"1 |